# George Scripcaru
George Scripcaru, né le 3 septembre 1966 à Doljești, est un homme politique roumain, membre du Parti national libéral (PNL) et maire de Brașov de 2004 à 2020. Son successeur est Allen Coliban.